# Comuna Smilna, Drohobîci
Smilna (în ucraineană Смільна) este o comună în raionul Drohobîci, regiunea Liov, Ucraina, formată din satele Jdanivka și Smilna (reședința).

## Demografie
Componența lingvistică a comunei Smilna
     Ucraineană (100%)
Conform recensământului din 2001, toată populația comunei Smilna era vorbitoare de ucraineană (100%).